# Стратілат Анатолій Іванович
Анато́лій Іва́нович Стратіла́т (19 травня 1948, с. Макіївка, Носівський район, Чернігівська область — 23 листопада 2019) — український діяч культури, педагог. Заслужений працівник культури України, заслужений діяч естрадного мистецтва України.

## До життєпису
П'ять років викладав в університеті культури і мистецтв, 11 років працював викладачем на кафедрі фольклористики в Київському національному університеті ім. Тараса Шевченка.
Серед студентів Анатолія Стратілата Олена Цибульська з етногурту «ДахаБраха».
В останні роки життя керував жіночим вокальним ансамблем «Родина» Макіївського будинку культури (Носівський район, Чернігівська область).